# 벤 웹스터
벤 웹스터(Ben Webster, 1909년 3월 27일 ~ 1973년 9월 20일)는 미국의 재즈 테너 색소폰 연주가이다. 미주리주 캔자스시티에서 태어난 그는 콜먼 호킨스와 레스터 영과 함께 가장 중요한 세명의 "스윙 테너" 중 한명으로 간주되었다.